# Colossobolus semicyclus
Espèce
Statut de conservation UICN

 EN B1ab(i,ii,iii,v)+2ab(i,ii,iii,v) : En danger
Colossobolus semicyclus est une espèce de mille-pattes de la famille des Pachybolidae endémique de Madagascar.

## Répartition et habitat
Cette espèce est présente dans les forêts d'Antsahabe et de Binara dans le nord de Madagascar. Elle vit dans les forêts tropicales sèches et dans les forêts subhumides.